# Les Conquérants héroïques
Pour plus de détails, voir Fiche technique et Distribution.
Conquérants Héroïques (La leggenda di Enea) est un péplum franco-yougo-italien de Giorgio Rivalta, sorti en 1962.

## Synopsis
Après avoir fui Troie, Énée est arrivé dans le Latium où le roi Latinus lui donne l’hospitalité.

## Fiche technique
- Titre original : La Llggenda di Enea
- Titre français : Conquérants Héroïques
- Réalisation : Giorgio Rivalta assisté de Giuseppe Abbrescia, Albert Band
- Scénario : Albert Band, Ugo Liberatore, Gino Mangini, Arrigo Montanari, Nino Stresa et Giuseppe Abbrescia d'après l'Énéide de Virgile
- Dialogues français : Pierre Cholot, Bruno Guillaume
- Image : Angelo Lotti
- Maître d’armes : Benito Stefanelli
- Musique : Giovanni Fusco, dirigée par Pier-Ludovico Urbini
- Production : Giorgio Venturini
- Société de production : Mercury Films, La Société des films Sirius, Compagnie Industrielle et Commerciale Cinématographique et Avala Film
- Société de distribution : Compagnie Française de Distribution Cinématographique (CFDC)
- Durée : 100 min
- Pays :  Italie,  France et  Yougoslavie
- Genre : péplum
- Date de sortie :
  - Italie : 28 novembre 1962
  - France : 22 avril 1964

## Distribution
- Steve Reeves (VF : Ivan Desny) : Énée
- Liana Orfei : Camille
- Carla Marlier (VF : Ginette Pigeon) : Lavinia
- Gianni Garko (VF : Gabriel Cattand) : Turnus
- Nerio Bernardi (VF : Henri Nassiet) : Drance
- Maurice Poli : Maxence
- Giacomo Rossi-Stuart : Euriale
- Luciano Benetti : Sergeste
- Enzo Fiermonte : Acate
- Mario Ferrari : Latinus
- Lula Selli (VF : Sylvie Deniau) : Amata
- Roberto Bettoni : Pallantes
- Benito Stefanelli (VF : Jacques Deschamps) : Niso
- Jean-Claude Michel : Narrateur (VF)